# 三和銀行
株式会社三和銀行（さんわぎんこう、英語: The Sanwa Bank, Limited）は、かつて大阪府大阪市中央区に本店を置いていた、日本の都市銀行。三和グループ（三水会・みどり会）の中核企業。

## 概要
メガバンク再編前、全国銀行協会会長を輪番で担当する大手6行（三和・東京三菱・住友・第一勧業・富士・さくら）の中で唯一、地方銀行の業容が拡大して都市銀行となった銀行であった。また、住友銀行（現：三井住友銀行）・大和銀行（現：りそな銀行）と並んで在阪三大都市銀行の一角をなしていた。
2001年に株式移転でUFJホールディングス（現：三菱UFJフィナンシャル・グループ）の完全子会社になるまで東京証券取引所に上場していた。2002年1月15日に愛知県名古屋市に本店を置く都市銀行である東海銀行と合併しUFJ銀行（現在の三菱UFJ銀行）となった。

## 歴史

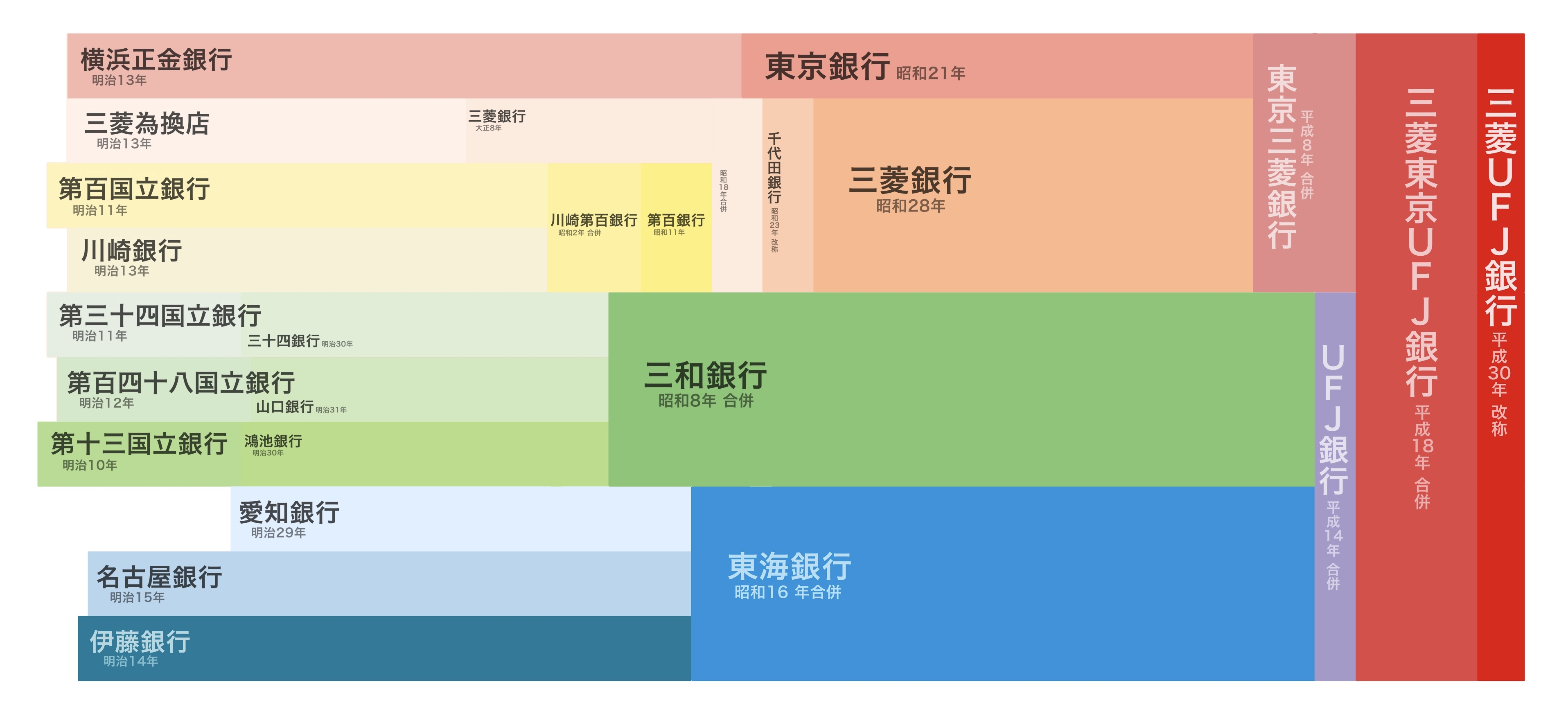
銀行合併の沿革

### 戦前 - 在阪3行の合併で発足
三和銀行は、1933年（昭和8年）12月、いずれも本店を大阪に置く、三十四銀行・山口銀行・鴻池銀行の3行合併により創立された。
鴻池銀行は、鴻池家により1877年5月に設立された第十三国立銀行に端を発し、三和銀行はこのときを創業日にしていた。鴻池家は江戸時代初期の1656年に両替店を開いており、歴史は三百数十年に及び、国際的にも極めて古い金融業者であった。三和銀行のロゴの下に「since 1656」と書かれていたのはこのためである（以前はsince 1877だった）。
山口銀行は大阪・山口財閥の中心企業で、江戸時代末期の1863年開業の布屋両替店が源である。山口家は1879年4月に第百四十八国立銀行を設立し、これを山口銀行が継承した。
三十四銀行は大阪の繊維関係の商人である岡橋治助、原嘉助、野田吉兵衛、永井仙助、村上嘉兵衛、渡辺庄助、山口善五郎の7人が1878年3月に設立した第三十四国立銀行を起源とし、堅実経営に徹しながらも中小工業に対する長期金融を開始するなどの特色があった。
昭和初期の昭和金融恐慌下、三井銀行・三菱銀行・住友銀行・安田銀行 の財閥系銀行がシェアを伸ばす中で、前述3行も他の小銀行併合などにより、これらに次ぐ有力銀行としての地位を固めていたが、時の軍需産業・重化学工業など新興産業の台頭に比し資金量が小規模に留まり、また同じ繊維業界を営業地盤とする3行の競争は望ましくないとして、合併へ進んだ。1933年、三和銀行創立準備委員会が設けられ、佐野政晴（三十四銀行常務）、森信敬二（山口銀行常務）、松野龍雄（鴻池銀行取締役）の3人がメンバーになり、新銀行は本店を大阪市東区の旧鴻池銀行本店に置いた。頭取には当時 日本銀行 理事にあり、それまで大阪支店長にあって3行統合を唱道していた中根貞彦が就任。常務理事には上述の3人に日本銀行から下田元一が加わった。
合併行の行名選定にあたっては「三和・三友・三光・三山・三吉・三衛・三栄・三協」などの多数の候補名があったが、中根頭取が「三和」を選んだ理由として、後日「三和の意は文字通り三行が和することを意味する」と強調した。また、行内史『三和銀行の歴史』によれば、創立当時「三和の三は三十四の三、和の扁である禾は鴻池新田の稲を意味し、和の旁の口は山口の口からとった」という説明もなされている。なお、この合併の推進を図った当時の日銀総裁・土方久徴 が頭取の人選を一任され「三和」と命名したとされている。
設立直後の年末の第1回決算で預金高は10億円を超え、日本の普通銀行のトップに立った。しかし、その後の大阪の経済的地盤の低下や、在京銀行による中小銀行の併合などにより、預金高ランキングを落としていく。

### 戦後 - ピープルズバンク路線
終戦直前、第2代頭取に日銀出身の岡野清豪が就任。戦後、GHQ（連合国軍総司令部）は当初、同行を財閥銀行と同列に扱い、制限会社の指定を検討したが、非財閥系「ピープルズバンク」であるという訴えを粘り強く続けた。事実、三和銀行は大阪・船場の繊維産業への融資を中心にしていたため戦時中の軍需融資も少なく、指定金融機関の軍需融資先数でも最も多い日本興業銀行の146社に対し、三和銀行は64社にとどまっていた。このため制限会社指定の決定は取り消された。
1947年2月、第3代頭取に同じく日本銀行出身の渡邊忠雄が就任、戦後の混乱期の中で経営再建に乗り出す。1948年3月、三和銀行は金融機関再建整備法に基づき、軍需補償打切に伴う損失補填のため資本金を1538万円に減資したが、同年10月には10億円に増資し新発足した。行名も不変で「親しさも名も変わらぬ三和銀行」をスローガンに強力な預金増強運動を展開し、終戦直後には6位だった預金順位を、1949年3月には3位とした。高度経済成長下において、同行は「ピープルズバンク」を基本理念とした経営基本戦略を積極的に推進し、1955年3月には全国どこでも出し入れできる普通預金のネットサービス預金を創設した。国際化の面では、1953年1月にサンフランシスコ支店、1957年にはロンドン支店を開設している。なお、1959年に大蔵省の信託分離政策に沿い、三和銀行と神戸銀行信託部門、野村證券証券代行業務部門及び投資管理業務部門を承継して、東洋信託銀行を発足させている。この頃から融資系列における繊維偏重路線は、その斜陽化によって軌道修正を迫られていく。
1960年5月、初の生え抜きとして第4代頭取に上枝一雄が就任、会長となった渡邊と共に、バンク・オブ・アメリカなどの視察からアメリカの商業銀行を倣い「ピープルズバンク」（リテールバンキング）路線を推進する。1960年12月には最初の消費者金融「ドリームローン」の開始、1963年には資金使途自由な「暮しのローン」を創設するなど、消費者金融の開発に努力した。また、1963年にはニューヨーク、1964年には香港と、海外に相次いで支店を設置し、国際化の進展と共に外国為替業務の強化に力を注いだ。1961年には、日本信販（現：三菱UFJニコス）と共同で日本クレジットビューロー・JCB（日本で2番目のクレジットカード専業会社。1番目は日本ダイナースクラブ）を設立。1964年に日綿実業（現：双日）と共同で、日本で2番目のリース会社「オリエント・リース」（現：オリックス）を設立している。この頃に企業集団として、融資系列を中心に三水会およびみどり会を結成し、経済旋風社 などの新興企業への融資を強めていく。
| 順位                                                                             | 株主 （1962年3月） | 所有率 | 株主 （1968年3月） | 所有率 |
| -------------------------------------------------------------------------------- | ------------------ | ------ | ------------------ | ------ |
| 1                                                                                | 大日本紡績         | 2.05   | 日本生命           | 2.27   |
| 2                                                                                | 明治生命           | 2.04   | 帝人               | 2.27   |
| 3                                                                                | 宇部興産           | 2.00   | 明治生命           | 2.27   |
| 4                                                                                | 帝国人造絹糸       | 1.80   | ニチボー           | 2.05   |
| 5                                                                                | 東亜紡織           | 1.60   | 宇部興産           | 2.00   |
| 6                                                                                | 日本レイヨン       | 1.50   | 富士製鉄           | 1.75   |
| 7                                                                                | 日本生命           | 1.50   | 大同生命           | 1.59   |
| 8                                                                                | 丸善石油           | 1.50   | 日立造船           | 1.59   |
| 9                                                                                | 富士製鉄           | 1.50   | 日本レイヨン       | 1.59   |
| 10                                                                               | 日本通運           | 1.50   | 日立造船           | 1.59   |
| ※順位が同列の場合は五十音順に列挙 （出典）野口佑,『日本の都市銀行』,1968年,230頁 |                    |        |                    |        |

1971年9月、第5代頭取に就任した村野辰雄は「ピープルズバンク」路線を徹底的に強化するため、全行員に「お客さまのお役に立つ銀行、ユア・バンク」の考えに徹するよう強調し、個人預金日本一を実現した。また村野は国際畑であったため、国際合同銀行および加州三和銀行の設立、海外各地の拠点開設、ブラデスコ投資銀行への資本参加、中国との円元決済問題での合意など、新機軸を次々と打ち出した。1976年、第6代頭取に赤司俊雄が就任。赤司は「人間尊重」を経営理念とし、「ひと味違うピープルズバンク」の実現を目指した。その一環としてQC活動を銀行業務に導入している。またこの頃、三和銀行の弱点だった首都圏の基盤強化を目的に富士銀行（現在のみずほ銀行）との合併を画策するも、大蔵省の反発に遭い頓挫してしまう。1982年、第7代頭取に川勝堅二が就任。海外経験の長い川勝は銀行業務の新展開を「国際化・証券化」に向けた。川勝のもとで三和銀行は「ピープルズバンク重視」に加え「インベストメントバンク重視」を打ち出し、両者を統合した「ユニバーサルバンキング」を目指した。アメリカの大型リース会社や証券会社の買収など思い切った海外戦略を展開、国内でも証券業務を強化し、人材をインベスト部門へ傾斜投入した。またこの頃、シンクタンクの三和総合研究所（現：三菱UFJリサーチ&コンサルティング）を設立した。

### バブル経済と崩壊 - メガバンク再編へ
1988年、第8代頭取に渡辺滉が就任。渡辺は「新時代にふさわしい、最新にして最強、世界のユニバーサルバンクを目指そう」と提唱し、「3つのS－ストレングス、ストラテジー、スペシャリテイー」をコーポレート・カルチャーに据えた。また大規模な機構改革を行い、企画・秘書・人事中枢部門に権限を集中させ、同時に自らの出身校である一橋大と京都大出身者、中でも秘書室長である中村明を重用した。中村は、高杉良の小説『金融腐蝕列島』で「カミソリ佐藤」と呼ばれ恐れられる銀行マンのモデルとも言われ、頭取の渡辺に「私の思う通りにやらせてもらえば、三和を収益ナンバーワンにしてみせる」と豪語し、行内で「7奉行」と呼ばれた若手秘書役（この一人に、UFJ銀行最後の頭取となる沖原隆宗がいた）を補佐官として登用し権勢をふるう中、1992年に業務純益、経常利益、当期利益の3部門でトップとなり三冠王を実現した。この間に首都圏主要駅周辺でATM網を整備し、店舗数は有人・無人含め1,000を超えたものの首都圏での基盤は盤石化したとは言い難く、ATM整備の裏で第一勧業銀行や日本興業銀行との合併交渉を行ったがいずれも条件が折り合わず破談に終わる。またこの頃はバブル崩壊の影響を受け、多くのスキャンダルが噴出した。1992年10月1日、料亭経営者の尾上縫による架空預金証書事件に加担して経営破綻した東洋信用金庫を救済合併し、東洋信金の一部店舗などを引き継いだ。
1994年、第9代頭取に佐伯尚孝が就任。佐伯は「世界をリードするベスト・ユニバーサルバンク」を経営目標に掲げたが、実際にはバブル崩壊による不良債権処理に追われることになる。また経営環境の悪化とともに、行内における負の面が出始めてきた。
もともと三和は、都銀の中でも地方銀行を出自としていたため、富士（旧：安田）、第一勧業（1971年に第一と日本勧業が合併）、さくら（1990年に太陽神戸と三井が合併）、住友・東京三菱（1996年に東京と三菱が合併）などの旧財閥系や特殊銀行を起源とする他行に比べ、優秀な新入行員確保に苦労した。
その結果、行内では入行時のリクルーターを通じて学閥内のつながりが密接になり、人事抗争を展開することになる（他行はこれを「三和のDNA」と批判した）。前述の渡辺頭取時代の施策は、経営の意思決定の迅速化に成果を出したものの、学閥を中心にした側近政治の弊害に対する不満は1999年、当時の渡辺会長（一橋大卒）と佐伯頭取（東大卒）の主導権争いで爆発し、怪文書の流布など陰惨を極めた。結局両者が辞任し、中間派の室町鐘緒（名古屋大卒）が第10代頭取として最後の頭取となった。一方で上層部の派閥争いとは対照的に、実務レベルでの風通しの良さ、何でも言える雰囲気、常に前向きなカルチャーは今でも懐かしむ声が多い。
住友・さくらの合併やみずほホールディングスの発足が先行し、都市銀行再編に乗り遅れていた室町は、2000年3月にあさひ銀行と東海銀行の経営統合（東海あさひ銀行構想）に加わる形となったが（三和東海あさひ銀行構想）、三和銀行との意見相違から約3か月後にあさひ銀行が離脱したことにより、東海銀行と三和グループの経営統合が決定した。
2001年4月2日、三和銀行・東海銀行・東洋信託銀行が株式移転により株式会社UFJホールディングス（UFJHD）を設立し、これら三行はUFJホールディングスの完全子会社となった。上場企業としての三和銀行最後となる2001年度3月期決算が赤字であったため、UFJ銀行初代頭取に内定していた室町は退任を余儀なくされた。2002年1月15日、三和銀行及び東海銀行が合併し、株式会社UFJ銀行となった（存続会社は三和銀行、本店は東海銀行の本店）。
しかし、この合併は表向きは対等合併であったものの、実質的には三和銀行による東海銀行の吸収合併であり、合併後のUFJ銀行では主導権を握った旧三和側が「緑化作戦（あるいは緑一色作戦）」と称して旧東海側を放逐するなど熾烈な派閥抗争が行われ、経営面での混乱を招く一因となった。加えて収益力こそ高かったものの金融再生プログラムに基づく巨額の不良債権処理に奔走せざるを得なくなり経営が悪化し、更には金融庁と不良債権処理を巡って対立した上、特別検査時に経営陣の一部が検査妨害を行って逮捕されるなど苦境に陥った。
最終的にUFJ銀行は親会社のUFJHDともども三菱東京フィナンシャル・グループ（MTFG）による救済を受けることとなり、2006年1月1日、三菱UFJフィナンシャル・グループ（2005年にMTFGとUFJHDが合併し発足）傘下の東京三菱銀行と合併して三菱東京UFJ銀行（現：三菱UFJ銀行）となり、発足から僅か4年弱で発展的消滅を遂げることとなった。

### 本店ビル・東京本部ビル
三和銀行本店ビル

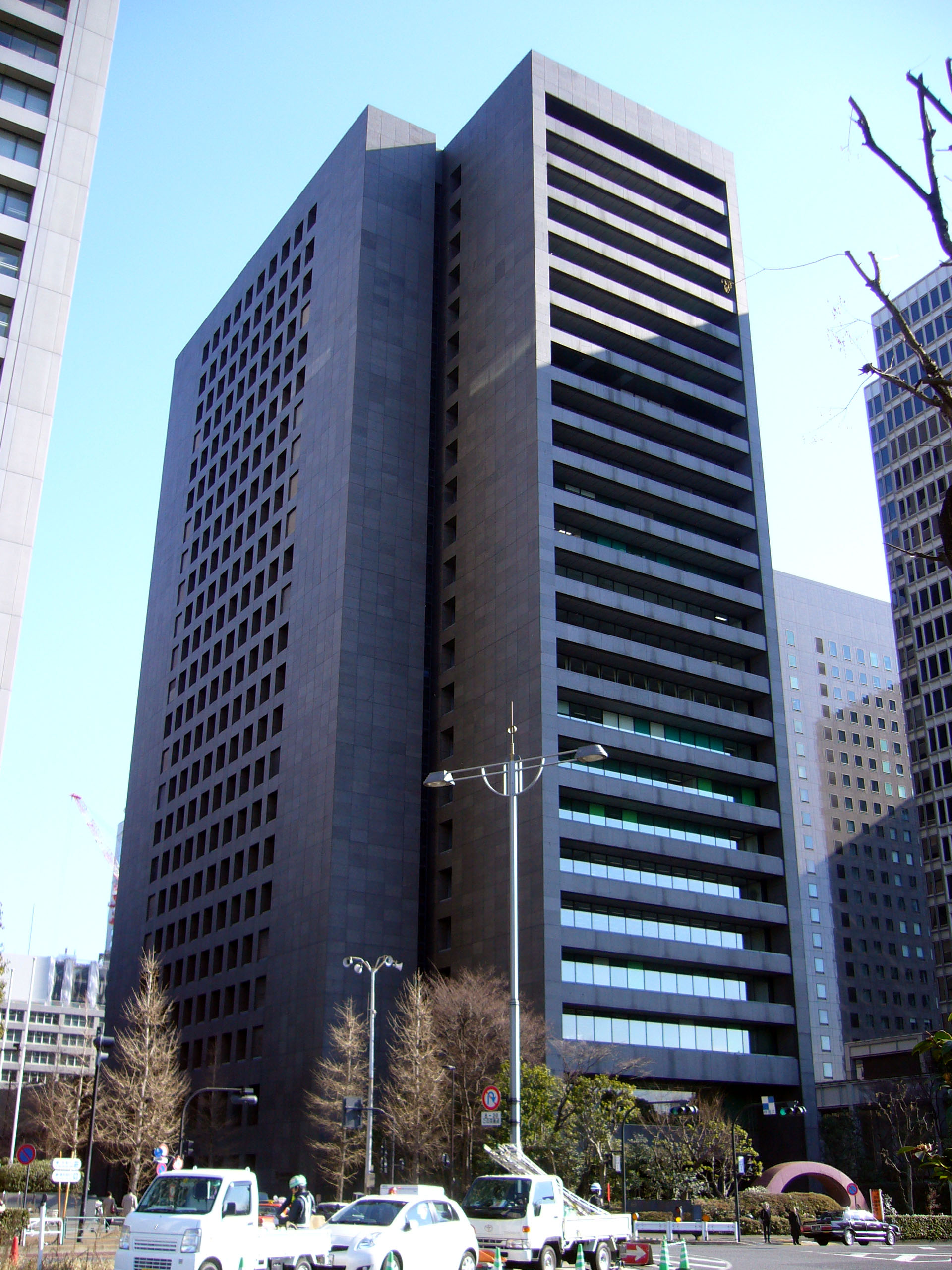
三菱東京UFJ銀行大手町ビル（2012年）

- 1955年に竣工した三和銀行の本店ビルは、合併後もUFJ銀行大阪営業部 → 三菱東京UFJ銀行大阪営業部として業務を継続したが、建物の著しい老朽化やスペース確保のため建替工事を行うことが決定され、2013年10月15日をもって当ビルでの全ての営業を終了し、店舗は堂島浜にある大阪三菱ビルディング（三菱銀行大阪支店跡地）に仮移転した。その後、2018年8月に旧三和銀行本店所在地で進められていた「三菱UFJ銀行大阪ビル」が完成し、堂島浜の旧三菱銀行大阪支店所在地から約5年ぶりに伏見町に復帰した。共同店舗としてこの本店ビルに移転していた大阪中央支店は三菱銀行大阪支店であり、大阪東京銀行ビル、三和銀行本店ビルへの2度の移転を経て、かつての営業地へ一時的ではあるが14年ぶりに出戻りという形になった。

サンワ東京ビル
- 1973年に竣工したサンワ東京ビルは、三和銀行東京支店が東京営業部に昇格すると同時に同地で営業開始した[注釈 5]。合併後もUFJ銀行東京営業部→ 三菱東京UFJ銀行東京営業部として同地で営業を続けたが、三菱地所の再開発に伴って隣接していたりそな・マルハビル（りそな銀行東京営業部とマルハ本社が入居していたビル）と、2013年共に解体され、跡地にツインタワービル（大手町ホトリア）を建設することが決定した。これに伴い、法人業務は本店（旧：三菱銀行本店）に移管され、個人・中小企業などのリテール業務のみ残した東京営業部と、サンワ東京ビル（三菱東京UFJ銀行大手町ビル）に同居していた新丸の内支店（東京銀行丸ノ内支店）と共に丸の内永楽ビルディングに移転した。

### 社章

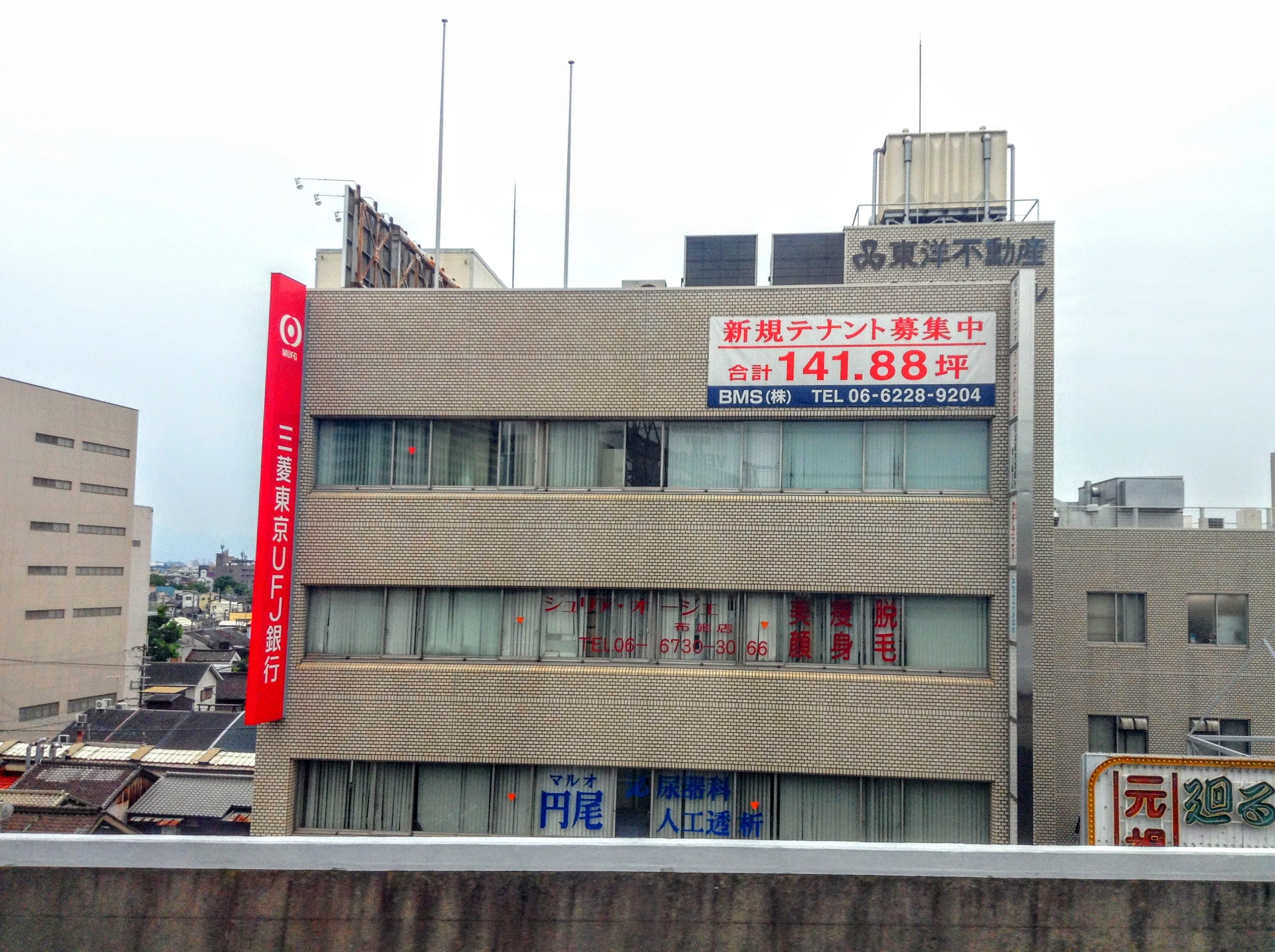
東大阪市の三和東洋ビルには三和銀行の社章が2018年現在も残されている（2016年撮影）

当行のクローバーマークは、2010年代以降の現在でも施設の壁面に残されている建物が若干数存在する。例えば、大阪市淀川区にある新大阪支店の店舗外ATM「東三国」の建物にも「三和銀行」のプレートを外したと思われる跡が確認されている。

## 沿革
- 1656年 - 初代鴻池善右衛門が大坂で両替店を開業。
- 1877年5月 - 第十三国立銀行が鴻池両替店の建物を本店として開業。
- 1878年3月 - 第三十四国立銀行が開業。
- 1879年4月 - 山口家が第百四十八国立銀行開業。
- 1933年12月 - 三十四、山口、鴻池の三行合併により株式会社三和銀行設立。
- 1940年11月 - 東京本部設置。
- 1942年
  - 3月 - 更池銀行を買収。河泉銀行及び辻林銀行を阪南銀行と分割買収。
  - 10月 - 京都の乙訓銀行より営業譲受。
  - 11月 - 山城八幡銀行を買収。
- 1943年4月 - 尾州銀行を東海銀行と分割買収。
- 1945年
  - 5月 - 三和信託株式会社及び大同銀行を合併。
  - 10月 - 福井の大和田銀行を合併。
- 1949年
  - 5月 - 東京・大阪両証券取引所に上場。
  - 8月 - 京都証券取引所に株式上場。
- 1952年4月 - ピープルズバンクの路線を明確化。
- 1959年3月 - 電子計算機を、金融界で初めて始動。
- 1960年
  - 12月 - 信託業務を東洋信託銀行に譲渡。
  - 12月 - ドリームローン発売。
  - 12月 - 髙島屋との業務提携により、クレジットカードの取り扱いを開始。
- 1969年10月 - 第一次サンバックシステム（オンラインシステム）稼働。
- 1970年
  - 10月 - 読売新聞に総会屋への「不正融資」を報じられる[注釈 6]。
  - 12月 - みどり会結成[注釈 7]。
- 1972年1月 - 現地法人加州三和銀行を設立。
- 1977年6月 - 第二次オンラインシステム稼働
- 1978年3月 - 三和クローバーカードローン発売。
- 1979年9月12日 - カリフォルニア州三和銀行で職員が時限爆弾を装着され、現金20万ドルを奪われる事件が発生[7]。
- 1981年3月 - 三和銀行オンライン詐欺事件が発生。
- 1988年
  - 2月 - 本部組織を大幅改革し、ユニバーサルバンク体制を強化。
  - 3月 - 第3次総合オンライン完成稼働。
- 1989年6月 - 金融先物取引等の受託業務開始。
- 1992年10月 - 東洋信用金庫を合併。
- 1993年3月 - 国内拠点1,000店舗体制に。
- 1999年 - 東洋信託銀行が三和信託銀行を吸収合併。
- 2000年4月 - フィナンシャルワンが結成される。
- 2001年3月31日 - 大阪市 此花区に開業したユニバーサル・スタジオ・ジャパンのパーク内に、無人の出張所を開設する。(2002年から2005年はUFJ銀行として、2006年1月1日からは三菱東京UFJ銀行として営業していた)
- 2001年
  - 4月 - 三和銀行・東海銀行・東洋信託銀行が株式移転により株式会社UFJホールディングスを設立し、これら三行はUFJホールディングスの完全子会社となる。
  - 7月 - 東洋信託銀行・東海信託銀行が合併する。
- 2002年1月 - 三和銀行・東海銀行が合併し、株式会社UFJ銀行となる。

## 主な融資系列
- UFJグループ各社
- UFJ銀行#関連企業参照
- みどり会参加各社
- トヨタグループの一部企業（トヨタ自動車、ダイハツ工業など）

## CM・マスコットキャラクター
- 天地真理 - 新聞・雑誌広告のみ。起用当時は銀行のテレビCMが解禁されていなかったため。
- 紺野美沙子
- 松たか子
- 和久井映見
- 設楽りさ子
- 東幹久
- 陣内孝則 - 奇遇にも、陣内は後に三和銀行の合併相手となる東海銀行のCMキャラクターになっていた時期があった。
- ワンサくん - 手塚治虫の漫画作品。三和（サンワ）の逆読みという縁でマスコットキャラクターに起用され、ノベルティグッズとして貯金箱などが製作された。
- スヌーピー - マスコットキャラクターに起用され、ノベルティグッズが多数製作された。

## 関連人物
- 竹内力 - 元行員。俳優になる前、三和銀行淡路支店で銀行員として勤務していた。
- 西川ひかる - 元行員。漫才師になる前、銀行員として勤務していた。後に女優に転身。
- 乾恒雄 - 元行員。オリックス元社長・会長。
- 君島達己 - 元行員。元任天堂社長。
- 臼井興胤 - 元行員。元セガ社長、コメダ社長。
- 高原豪久 - 元行員。ユニ・チャーム社長、日本経営協会会長。
- 堤智章 - 元行員。藤久社長、元エイボン・プロダクツ社長。
- 鳥越徹 - 元行員。鳥越製粉会長兼社長。
- 筆坂秀世 - 元行員。のちに日本共産党参議院議員を務めた。
- 舟橋孝之 - 元行員。インソース創業者・社長。